# Söbben
Söbben är en bebyggelse på norra Orust i Torps socken i Orusts kommun. Från 2015 avgränsar SCB här en småort.